# زنبق كولومبي
الزنبق الكولومبي نوع نباتي ينتمي إلى جنس الزنبق من الفصيلة الزنبقية.

## البيئة والانتشار
موطنه غرب أمريكا الشمالية من مقاطعة كولومبيا البريطانية في كندا وصولاً إلى شمال ولاية كاليفورنيا في الولايات المتحدة.